# Hercostomus curvispinus
Hercostomus curvispinus är en tvåvingeart som beskrevs av Yang och Saigusa 2000. Hercostomus curvispinus ingår i släktet Hercostomus och familjen styltflugor. Inga underarter finns listade i Catalogue of Life.